# Городской совет (Магдебургское право)
Городской совет (укр. Міська рада) — орган сословного мещанского самоуправления в украинских городах, созданный на основе магдебургского права.

## История
В 1494 году город Киев, как компенсацию за утраченное автономное княжество, получает вместо вечевого уклада городское управление по немецкому (магдебургскому) праву. «Уставные грамоты» 1494 года, выдана городу Киеву Великим Литовским князем Александром значительно ограничивала права воевод, которые назначались князем, и расширяла права граждан города.
Предоставление Киеву магдебургского права в полном объеме произошло в 1497—1499 годах.
Магдебургское право (в некоторых исторических документах упоминается как немецкое или саксонское право) предусматривало предоставление общине города права ввести систему городского самоуправления по образцу управления немецким городом Магдебургом.
Предоставление магдебургского права означало новый этап в развитии местного самоуправления в городе Киеве — европеизация городского управления наподобие западноевропейских городов.
Правовыми последствиями получения Киеву магдебургского права стали: отмена традиционного народного (копного) права, ограничения прав местной государственной администрации (воевод, наместников т. д), избрания собственного органа городского самоуправления - магистрат, который состоял из двух коллегий – совета (административный орган) и лавы (судебный орган). Совет магистрата возглавлял бурмистр, коллегию лавников – войт.
Право быть избранными в магистратуру имели «добрые, умные, оседлые в городе, в возрасте от 25 до 70 лет, не очень богатые и не очень бедные, с доброй славой, законнорожденные, охраняющие справедливость и правду, не имеющие жадности и злости, не ростовщики, не двоеженцы и тому подобное».
Магистрат ведал всеми городскими делами административными, финансовыми, хозяйственными, правовыми, судебными, военными и тому подобное. Магистрат имел своего зодчего (архитектора), городскую охрану, а также собственные вооруженные подразделения. Так, город Киев имел свою кавалерию под названием «Золотая корогва».
Городская казна наполнялась за счёт налогов (с купцов и ремесленников), действующих пошлин (торговых — с товаров, весовых от веса, умеренных — от меры, мостовых и тому подобное), аренды городского имущества (мельницы, бани, гостиные дворы, пивоварни). Хорошие прибыли городу поступали от гуральничества и кабаков.
Киевский магистрат регулировал цены на все потребительские товары, наказывал перекупщиков, контролировал точность весов и мер, запрещал азартные игры, арестовывал бродяг и нищих. Магистрат содержал городскую больницу, народное училище, оспенный дом, пожарную команду и городских музыкантов.
Магистрат ежегодно отчитывался перед общиной о прибылях и расходах города.
Магдебургское право было основой местного самоуправления города Киева на протяжении 340 лет (до 1835 года).

## Состав
Городской совет состоял из избираемых райцев, численность которых в разных городах была неодинаковой, а также одного или двух бурмистров, возглавлявших этот орган. В польских городах, устройство которых служило образцом для украинских городов, имело место подчинение войта городскому совету: в течение XIV—XV веков города разным путем, в частности через выкуп, прибрали к своим рукам наследственные войтовства, а затем стали назначать на каждый год своего судебного войта, который выполнял предусмотренные смагдебургским правом функции. В крупных городах городской совет назначал также лавников и цеховых старшин. Она была наделена административной и судебной компетенцией, а также устанавливала определенные правовые нормы.

## Полномочия
Принятые городским советом постановления касались правил торговли, организации ремесла, общественного порядка (иногда касались гражданского и уголовного права) и подтверждались королем в королевских городах, а в частных — владельцем города. Такие черты городского самоуправления, в том числе его организационная структура и компетенция, были характерными и для украинских городов, имевших привилей на магдебургское право. В ряде городов войт фактически возглавлял городское самоуправление. В то же время в средних по величине городах, в которых были наследственные войтовства, наблюдалась тенденция к перебирание городским советом полноту судебно-административной власти над мещанами, которые подлежали магдебургскому праву. Городской совет занималась распределением налогов и повинностей среди мещан и контролировала их выполнение, присматривала за торговлей, соблюдением правил аренды пивоваренных заводов и других промышленных заведений, санкционировал акты купли-продажи недвижимости в черте города, контролировала ремесленные цеха и др. Городские общины боролись против финансовых и прочих злоупотреблений городских советов. В небольших городах городской совет находился в подчиненном по отношению к войту положении, а также в большой зависимости от владельцев городов, державцев и старост.